# Municipio de Ola
El municipio de Ola (en inglés: Ola Township) es un municipio ubicado en el condado de Brule en el estado estadounidense de Dakota del Sur. En el año 2010 tenía una población de 107 habitantes y una densidad poblacional de 1,15 personas por km².

## Geografía
El municipio de Ola se encuentra ubicado en las coordenadas 43°37′20″N 99°13′18″O / 43.62222, -99.22167. Según la Oficina del Censo de los Estados Unidos, el municipio tiene una superficie total de 93.09 km², de la cual 93,04 km² corresponden a tierra firme y (0,06 %) 0,05 km² es agua.

## Demografía
Según el censo de 2010, había 107 personas residiendo en el municipio de Ola. La densidad de población era de 1,15 hab./km². De los 107 habitantes, el municipio de Ola estaba compuesto por el 93,46 % blancos, el 5,61 % eran amerindios y el 0,93 % eran de una mezcla de razas. Del total de la población el 0,93 % eran hispanos o latinos de cualquier raza.